# Arycanda xanthosoma
Arycanda xanthosoma là một loài bướm đêm trong họ Geometridae.